# South Park
South Park er en amerikansk animeret tv-serie, skabt af Trey Parker og Matt Stone til tv-netværket Comedy Central. Serien var tilsigtet et voksent publikum, hvilket også har gjort at serien er blevet berømt for sin brug af bramfrie sprog, satirisk og sorte humor, der gør grin med en bred vifte af emner. Den løbende fortælling omhandler fire drenge – Stan Marsh, Kyle Broflovski, Eric Cartman og Kenny McCormick – og deres bizarre eventyr i og omkring South Park, Colorado.
Parker og Stone, der mødtes da de gik på college, udviklede showet fra to animerede kortfilm, de lavede i 1992 og 1995. Den sidstnævnte blev en af de første virale videoer, hvilket i sidste ende betød begyndelsen på serien. South Park debuterede i august 1997 med stor succes, hvor den regelmæssigt fik den højeste vurdering af alle kabel-programmer. Senere vurderinger af serien har varieret, men den forbliver Comedy Centrals højst vurderede og længst kørende serie, med 299 afsnit vist indtil videre (Sæson 1 - 23). Den 06. August 2021 blev det offentliggjort, at der var skrevet kontrakt på yderligere seks sæsoner ("24"-30) og den var således forlænget indtil 2027.
Hver eneste afsnit, på nær det allerførste, der blev lavet ved hjælp af karton, bliver lavet ved hjælp af computersoftware, der efterligner den teknik der blev brugt til det første afsnit. Hvert afsnit bliver typisk skrevet og produceret i ugen op til den første udsendelse. Parker og Stone er fortsat med til at lægge de fleste stemmer til figurerne, og Parker er den primære forfatter og instruktør.
Serien har modtaget utallige priser, heriblandt fire Primetime Emmy Awards, en Peabody Award og er blevet rangeret som nummer tre i dokumentaren The 100 Greatest Cartoons fra 2004.

## Præmis

### Omgivelser og figurer
Serien følger fire drenges bedrifter. De fire drenge er Stan Marsh, Kyle Broflovski, Eric Cartman og Kenny McCormick – på nær i sæson seks, hvor Kenny midlertidigt var skrevet ud af serien og erstattet af først Butters og senere Tweek. Drengene lever i den fiktive landsby, South Park, der er beliggende inde i det rigtige South Park-område i Rocky Mountains i det centrale Colorado. Byen er også hjemsted for et udvalg af hyppige figurer, såsom elever, familier, ansatte på skolen og andre forskellige beboere, der anser South Park som et halvkedeligt og stille sted at bo. Vigtige steder i serien inkluderer den lokale folkeskole, South Park Elementary, busstoppestedet, forskellige nabolag og de omkringliggende snerige landskaber, rigtige Colorado-vartegn og butikker og forretninger beliggende på byens hovedgade, alle der er baseret på udseendet på lignende lokaliteter i byen Fairplay, Colorado.
Stan er portrætteret som gruppens normale person, da showets hjemmeside beskriver ham som en "normal, gennemsnitlig, amerikansk, forvirret barn." Kyle er den enlige jøde i gruppen og hans portrættering i denne rolle bliver ofte behandlet på en satirisk måde. Stan er modelleret efter Parker, mens Kyle er modelleret efter Stone. Stan og Kyle er bedste venner og deres forhold, der skal vise det forhold, der er mellem Stone og Parker i det virkelige liv, er et almindeligt emne igennem serien. Cartman, højrystende, utålelig, manipulerende, racistisk og overvægtig, bliver ofte portrætteret som værende en antagonist, hvis antisemitiske attitude har resulteret i et altid-udviklende rivalisering med Kyle. Kenny, der kommer fra en fattig familie, bærer hans anorak-hætte så tæt, at den dækker det meste af hans ansigt og dæmper hans stemme. I seriens første fem sæsoner dør Kenny i næste alle afsnit, inden han vender tilbage i det næste afsnit, med lidt eller ingen definitiv forklaring givet. Han blev skrevet ud af seriens sjette sæson i 2002, men kom tilbage i sæsonfinalen. Siden dengang bliver Kenny sjældent dræbt. I sæson 14 bliver det afsløret at Kenny ikke kan dø, for han vil bare blive født igen. I seriens første 58 afsnit gik de fire drenge i tredje klasse. I sæson fire-afsnittet "4th Grade" (2000), startede de i fjerde klasse, hvor de har været lige siden.
Plottet er ofte sat i gang af begivenheder, vekslende fra de mere eller mindre typiske til de overnaturlige og ekstraordinære, hvilket ofte sker i byen. Drengene agere ofte fornuftens stemme, når disse begivenheder giver panik eller fornuftsstridig opførsel hos den voksne befolkning, der sædvanligvis skildres som irrationelle, godtroende og tilbøjelig til at tro på de højrøstede. Drengene er ofte også forvirrede over deres forældres og andre voksnes modsigende og hykleriske opførsel, og de opfatter dem ofte som havende et forvrænget syn på moralitet og samfund.

### Temaer og stil
Hvert afsnit åbnes med en ansvarsfraskrivelse der skal tages med et gran salt:
| Citat | All characters and events in this show – even those based on real people – are entirely fictional. All celebrity voices are impersonated... poorly. The following program contains coarse language and due to its content it should not be viewed by anyone." | Citat |
|       | |       |

Citatet betyder frit oversat: "Alle figurer og begivenheder i dette show – selv dem baseret på rigtige personer – er fuldstændigt fiktionelle. Alle kendis-stemmer bliver efterlignet – dårligt. Det følgende show indeholder beskidt sprog og grundet dets indhold bør det ikke blive set af nogen."
South Park var det første ugentlige program der fik en TV-MA-vurdering, og er generelt tilsigtet et voksent publikum.
Drengene og de fleste andre børnefigurer i serien bruger mange skældsord, hvoraf det kun er de mest tabubelagte ord, der bliver censureret ud med et bip i en typisk udsendelse. Brugen af sådan et sprog skal illustrere, hvordan Parker og Stone mener, at unge drenge taler, når de er alene.
South Park bruger ofte humoristiske og absurde teknikker, flere gentagende jokes, vold, seksuelt indhold, henkaste populære-kulturelle referencer, og satiriske portrætteringer af kendte. De tidligere afsnit plejede at være shock value-orienteret og havde en mere "falde-på-halen" form for humor. Selvom social satire blev brugt i serien i starten, blev det mere fremherskende i takt med at serien udviklede sig. Serien har dog beholdt noget at sit fokus på drengenes glæde ved skatologisk humor, i et forsøg på at minde voksne seere om, "hvordan det er at være otte år gammel".
Parker og Stone begyndte også på en større udvikling af andre figurer ved at give dem en større rolle i bestemte historier og begyndte at skrive plots som lignelser baseret på religion, politik og utallige andre emner. Dette giver mulighed for serien til at lave grin med begge ekstreme sider af omdiskuterede emner, mens de gør grin med både liberale og konservative synspunkter. Parker og Stone beskriver sig selv som værende "ligeværdighedssyndere", hvis hoveddagsorden er at "være sjov" og "få folk til at grine", mens de fastslår at intet emne eller gruppe af folk vil blive skånet for at blive udsat for latterliggørelse og satire.
De insisterer på at serien stadig handler mere om "børn der er børn", og om "hvordan det er at gå i grundskole i USA", og fastslog at introduktionen af et mere satirisk element til serien var et resultat af, at de to ville tilføre en form for "moralsk center" til serien, så den skulle være mindre afhængig af bare at være ondskabsfuld og chokerende i et forsøg på at fastholde publikum. Mens de er bandende, og med en tendens til nogle gange at være kyniske, bemærker Parker, at der stadig er et "underlæggende sødt" aspekt til børnenes karakterer, og Time beskriver drengene som værende "til tider ondskabsfulde, men med en kerne af uskyldighed." Ofte funderer drengene eller andre figurer over, hvad der er sket igennem et afsnit og gengiver den vigtigste lektion fra afsnittet i en kort monolog. I de tidlige sæsoner blev denne tale normalt startet med en variation af frasen "You know what? I've learned something today...", hvilket betyder "Ved du hvad? Jeg har lært noget i dag...".

## Oprindelse og tilblivelse
Kort efter at have mødtes i film-klassen på University of Colorado i 1992, lavede Parker og Stone en kortfilm kaldet The Spirit of Christmas. Filmen blevet lavet ved at animere kartonudklip med stop motion og indeholder prototyperne på hovedpersonerne i South Park, heriblandt en figur der minder om Cartman – men hedder Kenny, en unavngivet figur der minder om, hvad der nu er Kenny og to næsten identiske figurer der minder om Stan og Kyle. Brian Graden, FOX-leder og ven, bad Parker og Stone om at lave endnu en kortfilm, der skulle bruges som julekort. Filmen fra 1995, den anden The Spirit of Christmas-kortfilm, ligner endnu mere stilen fra serien end den første. For at kende forskel på de to meget ens kortfilm, kaldes den første ofte Jesus vs. Frosty og den anden for Jesus vs. Santa. Graden sendte kopier af videoen til flere af hans venner, og herfra blev den kopieret og distribueret, herunder også på internettet, hvor det blev en af de første virale videoer.
Da Jesus vs. Santa blev mere populær, begyndt Parker og Stone at snakke om at udvikle kortfilmene til en tv-serie. Fox ville ikke vise serien, fordi de ikke ville vise en serie hvori karakteren Mr. Hankey, en talende stykke fæces. Derefter begyndte de to forhandlinger med både MTV og Comedy Central. Parker foretrak at serien blev produceret af Comedy Central, da han frygtede at MTV ville lave det til en børneserie. Da Comedy Central-lederen Doug Herzog så kortfilmen, besluttede han at den skulle laves til en serie.
Parker og Stone samlede en lille personaleflok og brugte tre måneder på at lave pilotepisoden "Cartman Gets an Anal Probe". South Park var i fare for at blive aflyst før det overhovedet blev sendt, da serien fik en dårlig publikumstest, især hos kvinder. Men kortfilmene blev stadig mere populære på internettet og Comedy Central gik med til at sende seks afsnit. South Park debuterede med episoden "Cartman Gets an Anal Probe" 13. august, 1997.

## Produktion
Bortset fra Matt Stone og Trey Parkers afgangsprojekt fra filmskolen "The Spirit of Christmas" og pilotafsnittet, der blev produceret ved hjælp af kartonudklipsanimation, er alle afsnit af South Park lavet med hjælp fra computer software. I modsætning til piloten, der tog tre måneder at færdiggøre, og andre animerede sitcomer, der er traditionelt håndlavet af firmaer i Sydkorea, i en proces der tager omkring otte til ni måneder, tager hvert afsnit af South Park signifikant mindre tid at producere. Ved at bruge computere som animationsmetode, var seriens produktionspersonel i stand til at lave et afsnit i løbet af omkring tre uger i de første sæsoner. Nu, med en personale på omkring 70 personer, tager det typisk en uge at lave et afsnit, med nogle helt ned til tre eller fire dage. Næsten hele produktionen af et afsnit bliver lavet i et sæt af kontorer, der oprindeligt var beliggende i et kompleks i Westwood, Californien og som nu er en del af South Park Studios i Culver City, Californien. Parker og Stone har været seriens ledende producerer siden begyndelsen, mens Anne Garefino har været South Parks co-ledende producer siden den sidste del af første sæson. 20th Century Fox Chefproduktionsleder Debbie Liebling var også en ledende producer i seriens førstes fem sæsoner, hvor hun koordinerede seriens produktionsindsats mellem South Park Studios og Comedy Centrals hovedkvarter i New York City.
Manuskripterne er ikke skrevet før en sæson begynder. Produktionen af et afsnit begynder om torsdagen, hvor seriens forfatterstab brainstormer med Parker og Stone. Tidligere ansatte forfattere inkluderer Pam Brady, der siden har skrevet manuskripter til filmene Hot Rod og Hamlet 2, og Nancy Pimental, der har været medvært på Win Ben Stein's Money og skrev filmen The Sweetest Thing, efter hendes ansættelse på serien de første tre sæsoner. TV-forfatter og -producer Norman Lear, et idol for både Parker og Stone, var gæste-forfatter på sæson syv-afsnittene (2003) "Cancelled" og "I'm a Little Bit Country". I tolvte og trettende sæson, var skuespilleren og forfatter Bill Hader, kendt fra Saturday Night Live, kreativ konsulent og co-producer.
Efter at have udvekslet ideer, skriver Parker et manuskript, og derfra vil hele holdet af animatorer, klippere, teknikere og lydteknikere hver arbejde typisk omkring 100-120 timer i den følgende uge. Siden seriens fjerde sæson (2000), har Parker haft de fleste af seriens instruktør-tjanser, mens Stone har opgivet hans del af instruktionen for at fokusere på at holde styr på koordinationen og forretningsaspektet af produktionen. Om onsdagen bliver et færdigt afsnit sendt til Comedy Centrals hovedkvarter via satellit, nogle gange blot få timer før det skal sendes klokken ti om aftenen, østtid.
Parker og Stone erklærer at det at udsætte dem selv for en én-uges deadline giver mere spontanitet omkring dem selv i den kreative proces, hvilket de føler resulterer i et sjovere show. Skemaet giver også South Park muligheden for både at forblive mere aktuel og være hurtigere til at reagere på specifikke nutidige begivenheder, end andre satiriske animerede serie. Et af de tidligste eksempler på dette var i sæson fire-afsnittet "Quintuplets 2000", hvori den amerikanske grænsekontrols ransagning af et hus under Elian Gonzalez affæren blev refereret, en begivenhed der fandt sted blot tre dage før afsnittet første gang blev sendt. Sæson ni-afsnittet "Best Friends Forever" refererer Terri Schiavo-sagen, og blev oprindeligt sendt midt i alle kontroverserne og mindre end 12 timer før hun døde. En scene i sæson syv-finalen "It's Christimas in Canada" refererer opdagelsen af diktatoren Saddam Hussein i et hul og hans efterfølgende pågribelse, hvilket skete kun tre dage inden afsnittet blev sendt. sæson tolv-afsnittet "About Last Night...", omhandler Barack Obamas sejr i præsidentvalget i 2008 og blev sendt under 24 timer efter at Obama blev erklæret som vinder, og brugte segmenter fra Obamas rigtige sejrstale.

### Animation
Seriens animationsstil er inspireret af de papirudklips tegnefilm Terry Gilliam lavede til Monty Python's Flying Circus, af hvilke Parker og Stone har været livslange fans. Karton og traditionel stop motion udklips-animationsteknikker blev brugt i de originale animerede kortfilm og i pilotafsnittet. Efterfølgende afsnit er blevet produceret af computeranimation, hvilket giver et udseende som de originale men som kun kræver en brøkdel af tiden at producere. Inden afsnittet bliver animeret i computeren, bliver en række af animatiks tegnet i Toon Boom lavet af seriens storyboard-artister.
Figurerne og objekterne er samlet af simple geometriske former og primærfarver. De fleste børnefigurer har den samme størrelse og form. Man kan se forskel på dem ved hjælp af deres tøj og hovedtøj. Figurerne bliver mest præsenteret todimensionelt og kun fra en vinkel. Deres bevægelser er animeret i en stødvis facon med vilje, da de med vilje ikke har fået de samme frie bevægelighedsgrader, som man normalt ser med håndtegnet figurer. Til tider er nogle ikke fiktive figurer gengivet med fotografiske udklip af deres rigtige hoved og ansigt i stedet for et ansigt, der minder om seriens normale stil. Canadiere i serien bliver ofte portrætteret i en endnu mere minimalistisk facon; de har simple små stikkende øjne og den øverste halvdel af deres hoveder hopper simpelthen op og ned når figurerne snakker i stedet for en egentlig mund.
Da showet begyndte at bruge computere, blev kartonudklippene skannet og gentegnet med CorelDRAW, derefter importeret til PowerAnimator, som blev brugt sammen med SGI arbejdsstationer for at animerer figurerne. Arbejdsstationerne var sat sammen med en 54-processor renderingsfarm, der kunne renderer ti til 15 film-shots i timen. Begyndende fra sæson fem, begyndte animatorerne at bruge Maya i stedet for PowerAnimator. Studiet bruger nu en 120-processor renderingsfarm der kan producerer 30 eller flere shots i timen.
PowerAnimator og Maya er high-end programmer, der hovedsageligt bliver brugt til 3D-computergrafik, men co-producer og tidligere animationsleder, Eric Stough, bemærker at PowerAnimator oprindeligt blev valgt fordi dets funktioner hjalp animatorerne med at bibeholde seriens "hjemmelavet"-look. PowerAnimator blev også brugt til seriens speciel effects, der nu bliver lavet ved hjælp af Motion, et nyere grafikprogram lavet af Apple Inc. til deres Mac OS X operativsystem. Seriens visuelle kvalitet er blevet forbedret i de seneste sæsoner, selvom flere andre teknikker bliver brugt med vilje til at bibeholder det billige kartonudklips-look.
Nogle enkelte afsnit har sektioner af live-action-optagelser, mens andre har inkorporeret andre animationsstile. Dele af sæson otte-premieren "Good Times with Weapons" blev lavet i anime-stil, mens sæson ti-afsnittet "Make Love, Not Warcraft" er lavet delvist i machinima. Sæson 12-afsnittet "Major Boobage", en hyldest til den animerede film Heavy Metal fra 1981, blev scener lavet med rotoscoping implementeret. Siden begyndelsen af sæson 13 er serien blevet vist i HD og vist i widescreen, og sæson 12 blev udsendt i HD på Blu-ray Disc.

### Stemmer
Parker og Stone lægger stemme til de fleste af de mandlige South Park-figurer. Mary Kay Bergman lagde stemme til hovedparten af de kvindelige figurer indtil hendes selvmord den 11. november 1999. Mona Marshall og Eliza Schneider efterfulgte Bergman, men Schneider forlod serien efter den syvende sæson. Hun blev efterfulgt af April Stewart, der, sammen ed Marshall, stadig lægger stemme til de fleste af de kvindelige figurer. Bergman blev oprindeligt nævnte i rulleteksterne under aliaset 'Shannen Cassidy', for at beskytte hendes rygte som værende stemmen til flere Disney- og andre børnevenlige figurer. Stewart blev oprindeligt krediteret under navnet Gracie Lazar, mens Schneider nogle gange blev krediteret under hendes rockopera-pseudonym Blue Girl.
Andre stemmeskuespillere og medlemmer af South Parks produktionshold har lagt stemme til mindre figurer i forskellige episoder, mens få medlemmer af personalet lægger stemme til figurer der kommer igen. Produceren Jennifer Howell lægger stemme til eleven Bebe Stevens, co-producer og storyboard-kunstner Adrien Beard lægger stemme til skolens eneste sorte elev, Token Black, forfatterkonsulenen Vernon Chatman lægger stemme til et antropomorfiske håndklæde kaldet Towelie, og produktionssupervisor John Hansen lægger stemme til Mr. Slave, Mr. Garrisons tidligere elsker. Gennem hele seriens længde, er stemmerne for småbørn og børnehaveklasse-figurer blevet lavet af forskellige børn af seriens produktionspersonale.
Når der lægges stemmer til børnefigurer, snakker skuespillerne i deres normale stemmeleje, hvortil de påfører et børne-agtigt tonefald. Den optagede lyd bliver så redigeret med Pro Tools og tonen bliver ændret for at få stemmen til at lyde som én, der går i fjerde klasse.
Isaac Hayes lagde stemme til figuren Chef, en sort soul-syngende kantine-arbejder og var en af de få voksne drengene faktisk stolede på. Hayes gik med til at lægge stemme til figuren efter at have været blandt Parker og Stones ideelle kandidater, der også inkluderede Lou Rawls og Barry White. Hayes, der boede og havde et radioshow i New York mens han var ansat på South Park, indspillede sin dialog på et digitalt lydbånd, mens en afsnitsinstruktør gav ham instruktioner over telefonen. Derefter blev båndet sendt til seriens produktionsstudie i Californien. Efter Hayes forlod serien i starten af 2006, blev figuren Chef dræbt i sæson ti-premieren "The Return of Chef".

#### Gæstestjerner
Kendte, der er med i serien, er oftest parodieret, men nogle kendte har lånt deres stemme til deres figurer. Kendte der har lagt stemme til dem selv inkludere Michael Buffer, Brent Musburger, Jay Leno, Robert Smith, og bandene Radiohead og Korn.
Komedie-gruppen Cheech & Chong lagde stemmer til figurer der repræsenterede der ligheder i sæson fire-afsnittet "Cherokee Hair Tampons", hvilket var duoens førstes samarbejde i 20 år. Malcolm McDowell optræder i en live-action sekvens som fortæller i sæson fire-afsnittet "Pip".
Jennifer Aniston, Richard Belzer, Natasha Henstridge, Norman Lear, og Peter Serafinowicz har været med som andre talende figurer. Gennem South Parks tidligste sæsoner, spurgte flere højt profileret kendte ind til om de kunne være med i serien. Som en joke svarede Parker og Stone tilbage ved at tilbyde en lav-profil, ikke-talende rolle, hvor de fleste blev accepteret; George Clooney leverede bjæffene til Stans hund Sparky i sæson et-afsnittet "Big Gay Al's Big Gay Boat Ride",, Leno leverede mjaven til Cartmans kat i sæson et-finalen "Cartman's Mom Is a Dirty Slut", og Henry Winkler leverende knurren og grynten til det børnespisende monster i sæson to-afsnittet "City on the Edge of Forever". Jerry Seinfeld tilbød at låne sin stemme til Thanksgiving-afsnittet "Starvin' Marvin", men sagde nej da han kun blev tilbudt en rolle som "Turkey #2".

### Musik
Parker har udtalt at brugen af musik er af højeste vigtighed for South Park. Flere figurer spiller eller synger ofte sange for at ændre eller have indflydelse på en gruppes opførsel eller for at undervise, motivere eller indoktrinere andre. Serien har også ofte scener, hvor dens figurer har dårlige reaktioner på optrædener fra bestemte populære musikere.
Adam Berry, seriens oprindelige underlægningsmusik-komponist, brugte synthesizer for at simulere et lille orkester og hentydede ofte til berømte stykker musik. Berry brugte også signatur akustisk guitar og mandolin som tegn på et ledemotiv til seriens klarlæggende scener. Efter at Berry forlod serien i 2001, lavede Jamie Dunlap og Scott Nickoley fra det Los Angeles-baseret Mad City Production Studios seriens originale musik i de næste syv sæsoner. Siden 2008 har Dunlap været krediteret som seriens eneste komponist. Dunlaps bidrag til serien er et af de få der ikke bliver lavet i seriens egne produktionskontorer. Dunlap læser et manuskript, laver underlægningsmusik ved hjælp af digital lyd-software og e-mailer derefter lydfilerne til South Park Studios, hvor det bliver redigeret så det passer med det færdige afsnit.
Udover at synge for at forklare ting for børnene, ville Chef også synge om ting der var relevante for, hvad der var sket i plottet. Disse sange var originale kompositioner lavet af Parker og fremført at Hayes i den samme seksuelle vovede R&B-stil han havde brugt gennem sin egen musik-karriere. Bandet DVDA, der består af Parker og Stone, sammen med serie-personalet Bruce Howell og D.A. Young, fremførte musikken til disse kompositioner og, de blev, indtil figurens død i serien, krediteret som "Chef's Band" i rulleteksterne.
Rick James, Elton John, Meat Loaf, Joe Strummer, Ozzy Osbourne, Primus, Rancid og Ween havde alle en gæsterolle og optrådte kort i sæson to-afsnittet "Chef Aid". KoЯn fremførte første gang deres single "Falling Away from Me" i en gæsterolle i sæson tre-afsnittet "Korn's Groovy Pirate Ghost Mystery".

#### Åbningsscene
Seriens originale tema-sang er en sang fremført af bandet Primus, mens teksten er sunget af skiftevis bandets forsanger Les Claypool, og seriens fire hovedpersoner. Kennys dæmpede linjer bliver ændret efter et par sæsoner. Den originale komposition var oprindeligt langsommere, men blev lavet hurtigere til serien, mens en instrumental version af den originale komposition ofte bliver spillet til seriens rulletekster. Tema-sangen er blevet remixet tre gange gennem seriens levetid, heriblandt et remix af Paul Robb. I 2006 blev det remixet med sangen "Whamola" af Colonel Les Claypool's Fearless Frog Brigade, fra albummet Purple Onion.

## Distribution
| Wikinews | Wikinews: South Park-afsnit kan ses gratis online – relateret nyhedssag på engelsk |

Internationalt kan South Park ses i Indien, New Zealand og flere andre lande i Europa og Latinamerika på kanaler der er eget af Comedy Central og MTV Networks, der begge er underfirmaer af Viacom. I distributionsaftaler med Comedy Central, viser andre uafhængige netværk også serien på det internationale marked. I Australien bliver serien vist på The Comedy Channel, GO! og SBS One. Serien bliver vist ucensureret i Canada på Télétoon, TQS og The Comedy Network. South Park vises også på TG4 i Irland, HOT Comedy Central og HOT V.O.D i Israel, SIC Radical i Portugal, 2×2 i Rusland, STV i Skotland, Channel 4 og VIVA i Storbritannien (vises nu på Comedy Central UK), B92 i Serbien og TV2 Zulu i Danmark.
Syndikationsrettighederne til South Park blev erhvervet af Debmar-Mercury og Tribune Entertainment i 2003 og 2004. Afsnit, der har undergået yderligere censurering af indholdet, begyndte at blive sendt i syndikation den 19. september 2005 og bliver sendt i USA med en TV-14-mærkning. 20th Television afløste Tribune som den ene af distributørerne i starten af 2008. Serien bliver i øjeblikket sendt i syndikation i 90 procent af tv-markedet i USA og Canada, hvor det indtjener 25 millioner dollars om året i reklameindtægter.
De første fjorten sæsoner af South Park er tilgængelige i deres helhed på DVD. Flere andre tematiserede DVD-samlinger er blevet udgivet af Rhino Entertainment og Comedy Central, mens den tre afsnit lange Imaginationland blev genudgivet direkte på DVD som en fuldlængde film i 2008.
I marts 2008 gjorde Comedy Central alle South Park-afsnit tilgængelige for streaming på South Park Studios website. Indenfor en uge havde der været vist over en million hele afsnit, og det antal var øget til 55 millioner pr. oktober 2008. På grund af juridiske problemer er det amerikanske indhold ikke muligt at se uden for USA, Lokale servere er derfor blevet sat op i andre lande. I september 2009 blev en South Park Studios webside med streaming-afsnit startet i Storbritannien. I Canada, var afsnit tilgængelige til streaming fra The Comedy Networks hjemmeside, men på grund af digitale rettighedsrestriktioner, er dette ikke længere muligt.

## Modtagelse

### Vurdering
Da South Park debuterede, var det en kæmpe seermæssig succes for Comedy Central og det opfattes som værende en stor del af grunden til den succes kanalen har haft, og Herzog krediterer South Park for at gøre kanalen kendt.
Seriens første afsnit, "Cartman Gets an Anal Probe" gav en Nielsen-vurdering på 1,3 (980.000 seere), hvilket på tidspunktet blev anset som værende højt for et kabel-program. Serien genererede med det samme et buzz blandt tv-seere og stor seer-fester begyndte at finde sted på college-campuser. Da det ottende afsnit, "Starvin' Marvin", blev vist tre måneder efter seriens debut, var både anmeldelserne og seerantallet tredoblet og South Park var allerede det mest succesfulde program i Comedy Centrals historie. Da det tiende afsnit, "Damien", blev vist den efterfølgende februar, var seerantallet steget med yderligere 33 procent. Dette afsnit opnåede en 6,4-vurdering, hvilket på tidspunkter var over ti gange den gennemsnitlige vurdering et kabel-program, der blev vist i bedste sendetid, fik. Vurderingerne toppede med det andet afsnit af sæson to, "Cartman's Mom Is Still a Dirty Slut", der blev sendt den 22. april 1998. Afsnittet opnåede en vurdering på 8,2 (6,2 millioner seere) og satte ny rekord som værende det højst vurderede ikke-sportslige program i kabel-tv-historien. I løbet af foråret 1998, var otte af de ti højest vurderede programmer på kabel-tv, South Park-afsnit.
South Parks succes fik flere kabel-firmaer til at tilbyde Comedy Central og det fik kanalen til at blive en af de hurtigst voksende kabel-kanaler. Antallet af husstande der havde Comedy Central steg fra 9,1 million i 1997 til 50 millioner i juni 1998. Da serien debuterede, var det meste Comedy Central havde tjent på en 30 sekunders reklame, 7.500 dollars. Inden for et år betalte de reklamerende gennemsnitligt 40.000 dollars for en 30 sekunders reklame når South Park blev vist i sin anden sæson, mens nogle betalte op til 80.000 dollars.
I den tredje sæson begyndt vurderingerne at falde. Tredje sæsons første afsnit havde 3,4 millioner seere, en dramatisk fald fra de 5,5 millioner der havde set den forudgående sæsons første afsnit. Stone og Parker forklarede dette med den medie-hype der havde været omkring serien det foregående år og tilføjede at den tredje sæsons seertal viste seriens "rigtige" fan-base. Seriens seertal faldt yderligere i den fjerde sæson, hvor afsnittet i gennemsnit kun hev omkring 1,5 millioner seere. Seertallene steg dog igen og sæson fem til ni havde i gennemsnit tre millioner seere per afsnit. Selvom seertallene er lavere, end da det var på sit højeste, hvad angår popularitet i den tidligste sæsoner, forbliver South Park den højst-vurderede serie på Comedy Central. Sæson 14s første afsnit havde 3,7 millioner seere, det højeste til et premiere-afsnit siden 1998.

### Anerkendelse og priser
I 2007 inkluderede Time Magazine serien på dets liste over de 100 bedste tv-serie nogensinde og kaldte det for "USA's bedste kilde til hurtigtsskydende satire fra [det tidligere] årti". Samme år kårede Rolling Stone seriens til at være den sjoveste på tv siden debuten ti år før. I 2008 blev South Park kåret som den 12. bedste TV-serie de sidste 25 år af Entertainment Weekly, mens AOL erklærede at serien havde "de kløgtigste" figurer i nogen tv-serie, da de udnævnte den til den 16. bedste tv-komedieserie nogensinde. Figuren Cartman blev rangeret som nummer 10 på TV Guides liste fra 2002, over de 50 største tegnefilmsfigurer nogensinde, 198 på VH1's "200 Greatest Pop Culture Icons", nummer 19 på Bravos liste fra 2004 over de 100 bedste tv-figurer, og nummer to på MSNBC's liste fra 2005 over TV's mest skræmmende figurer efter Mr. Burns fra The Simpsons. I Channel 4s "Top 100 største tegnefilm-liste fra 2004, blev den placeret som nummer tre efter Tom og Jerry (2) og The Simpsons (1).
I 2006 modtog Comedy Central en Peabody Award for South Parks "stringente sociale kommentarer" og fordi de "uanfægteligt frygtløst tager pis på alt der er selvhøjtideligt og dobbeltmoralsk i USA".
South Park vandt en CableACE Award for "Bedste animerede serie" i 1997, det sidste år prisen blev uddelt. I 1998 blev South Park nomineret til en Annie Award for "Outstanding Achievement in an Animated Primetime or Late Night Television Program". Den blev også nomineret til en GLAAD Award for "Outstanding TV – Individual Episode" for afsnittet "Big Gay Al's Big Gay Boat Ride".
South Park har været nomineret til en "Primetime Emmy Award for Outstanding Animated Program (for Programming Less Than One Hour)" ni gange (1998, 2000, 2002, 2004, 2005, 2006, 2007, 2009, 2010). Serien har vundet prisen tre gange, for 2005-afsnittet "Best Friends Forever", for 2006-afsnittet "Make Love, Not Warcraft", og 2009-afsnittet "Margaritaville". Imaginationland-trilogien vandt "Emmy Award for Outstanding Animated Program (For Programming One Hour Or More)" i 2008.

### Kritik og kontroverser
Seriens jævnlige afbildning af tabulagte emner, generelt toilethumor, tilgængelighed for yngre seere, ignoreren af den konservative følsomhed, negativ fremstillingen af liberale og fremstillingen af religion for den komiske effekt, har været hovedtrækkene i de kontroverser og debatter serien har skabt i sin levetid. Da serien først blev populær, forbød flere skoler deres studerende fra at have South Park-relaterede T-shirts på,, hvilket de også gjorde grin med i South Park: Bigger, Longer & Uncut, hvori skoleeleverne forbydes at gå i Terrance and Phillip t-shirts. Flere forældreråd i Storbritannien udtrykte bekymring over at otte- og niårige børn stemte på South Park-figuren Cartman som deres yndlingspersonlighed i en afstemning fra 1999. Parker og Stone anser ikke serien som noget, der skal ses af yngre børn og at serien er certificeret med en tv-vurdering, der indikerer dens målgruppe er det voksne publikum.
Parents Television Council-grundlæggeren L. Brent Bozell III og Action for Children's Television-grundlæggere Peggy Charren har begge fordømt serien, hvor den sidstnævnte kalder det "farligt for demokratiet". Flere andre aktivistgrupper har protesteret over seriens parodier over kristendom og dens portrættering af Jesus Kristus. Stone påstår at de forældre der misbilliger South Park for dets portrættering af, hvordan børn opfører sig, er oprørte fordi de "har en idyllisk vision af hvordan børn er", og han tilføjer "[børn] har ingen form for social takt eller etikette, de er bare små komplet vanvittige møgunger."
Serien gjorde yderligere grin med kontroverserne vedrørende dens brug af profanitet, såvel som mediernes fokus omkring serien Chicago Hopes brug af ordet "shit", med sæson fem-afsnittet "It Hits the Fan", i hvilken ordet "shit" bliver sagt 162 gange uden at det bliver bippet ud på grund af censur, mens det også forekommer ucensureret i skrevet form. I dagene efter afsnittes første visning, modtog Comedy Central 5.000 misbilligende e-mails. På trods af de 43 ucensurerede brug af det racistiske ord "nigger", var der ikke megen kontrovers omkring sæson 11-afsnittet "With Apologies to Jesse Jackson", da det meste af det sorte samfund og NAACP roste afsnittet for dets kontekst og dets komiske måde at gengive andre racers opfattelse af, hvordan sorte må følte det, når de hører det ord.
Specifikke kontroverser omkring serien har inkluderet en aprilsnarsjoke der blev lavet på dens seere i 1998, dens afbildning af Jomfru Maria i sæson ni-finalen "Bloody Mary, der gjorde flere katolikker vrede, dens fremstilling af Steve Irwin med en pilrokke-brod siddende fast i hans brystkasse i afsnittet "Hell on Earth 2006", der oprindeligt blev vist under to måneder efter at Irwin blev dræbt på netop denne måde, og Comedy Centrals censur af fremstillingen af Muhammad i sæson ti-afsnittet "Cartoon Wars Part II" i forlængelse af kontroverserne omkring Jyllands-Postens Muhammad-tegninger.
Sæson ni-afsnittet "Trapped in the Closet" stempler Scientology som værende ikke andet end "et stort fedt globalt svindelnummer", mens de frit giver kirkeinformation, som Scientology normalt kun giver til medlemmer der har givet en signifikant monetær donation til kirken. Afsnittet parodiere også tvetydigt de rygter der omhandler Scientologen Tom Cruises seksuelle præferencer, der angiveligt forlangte, at der ikke forekom flere genudsendelser af afsnittet. Isaac Hayes, en scientolog, forlod senere South Park på grund af hans modstand mod afsnittet.
Sæson 14-afsnittet 200 og 201 blev fyldt med kontroverser, fordi de satiriserede afbildningen af den islamiske profet Muhammad. Websiden for organisationen Revolution Muslim, en New York-baseret radikal muslimsk organisation, lagde et indlæg op, der inkluderede en advarsel til skaberne Parker og Stone, at de risikerede en voldelige gengældelse for deres afbildninger af Muhammed. Det sagde at de "sikkert ville ende som Theo van Gogh for at vise deres serie." Filmmanden Theo van Gogh blev myrdet af en islamisk ekstremist i 2004, for at lave en kortfilmsdokumentar omkring vold mod kvinder i nogle islamiske samfund. Indlægget videregav også adresserne til Comedy Central i New York og produktionsselskabet i Los Angeles. Forfatteren bag indlægget, Zachary Adam Chesser (der foretrækker at blive kaldt Abu Talhah al Amrikee), sagde, at det var ment som en advarsel til Parker og Stone, ikke en trussel, og ideen med at give adresserne var ment sådan, at folk fik mulighed for at protestere. På trods af Chessers påstande om at websidens indlæg var en advarsel, opfattede flere medier og observatører det som en trussel. Støtte til afsnittet har vist sig i form af Everybody Draw Mohammed Day, en bevægelse startet på Facebook, der opfordre folk til at tegne Muhammad den 20. maj.

## Indflydelse

### Kulturel
Kommentarer i afsnittene har været opfattet som statements Parker og Stone prøver at give til seerne, og disse meninger har været genstand for mange kritiske analyser i medierne og den litterære verden inden for rammerne af den populære filosofiske, teologiske, sociale og politiske koncepter. Siden South Park debuterede, har collegestuderende skrevet semesteropgaver og doktorafhandlinger hvori de analysere serien, mens Brooklyn College tilbyder et kursus der hedder "South Park og politisk korrekthed".
Kort efter en af Kennys kendetegnene dødsfald i serien, vil andre figurer typisk udbryde "Om my God, they killed Kenny!". Udbruddet blev hurtigt en populær catchphrase, mens den løbende joke med Kennys gentagene dødsfald er en af de mere genkendelige kendetegn blandt seere af moderne tv. Cartmans udbrud "Respect my authori-tah!" og "Screw you guys... I'm going home!" blev catchphrases ligeså, og i seriens tidlige sæsoner var disse meget populære blandt seerne. Cartmans excentriske intonation af "Hey!" blev inkluderet i 2002-udgave af The Oxford Dictionary of Catchphrases.
I sæson to-afsnittet "Chef Aid", brugte advokaten Johnnie Cochran det der i serien kaldes Chewbacca forsvaret, hvilket er en juridisk strategi der involvere at placerer plot-huller relateret til Chewbacca i filmen Return of the Jedi, i stedet for at diskutere retssagen i de afsluttende argumenter i et bevist forsøg på at forvirre juryen til at tro, at der er rimeligt tvivl, om anklaget er skyldig. Udtrykket "Chewbacca forsvar" er dokumenteret blev brugt at kriminologer, retsmedicinere og politiske kommentatorer i deres forskellige diskussioner af lignende metoder brugt i juridiske sager og offentlige fora.
Et andet sæson to-afsnit, "Gnomes", omhandler en gruppe af "undertøjsnisser", der, som deres navn antyder, styrer en forretning, hvor de stjæler folks undertøj. Når man spørger ind til deres forretningsmodel, svarer forskellige nisser, at deres er en tre-trinsproces: Fase 1 er "indsamle undertøj". Fase 3 er "profit". Men nisserne kan ikke forklarer, hvad der sker mellem første og sidste trin og "Fase 2" er efterfulgt af et stort spørgsmålstegn på deres forretnings-flot chart. At bruge "????" og "PROFIT!" som de sidste to trin i en proces (som regel som en joke) er blevet en populært internetfænomen på grund af dette. Især i kontekst med politik og økonomi er "undertøjsnisser" blevet brugt af kommentatorer blevet brugt til at karakterisere en påfaldende mangel på logik eller planlægning.
Da Sophie Rutschmann fra Strasbourg Universitet opdagede at en muteret gen fik en voksen bananflue til at dø inden for to dage efter at være blevet inficeret med en bestemt form for bakterie, kaldte hun genet "Kenny" til ære for figuren.

### Politisk
Mens mange konservative har fordømt seriens på grund af dens vulgaritet, har en voksende del af befolkningen der har centralt-højre politiske overbevisninger, heriblandt teenagere og unge voksne, har taget serien til sig for dens tendens til at gøre grin med liberale synspunkter og gøre grin med liberale kendte og ikoner. Den politiske kommentator Andrew Sullivan døbte gruppen South Park Republikanere, eller South Park konservative. Sullivan klassificerede gruppen som værende "ekstremt skeptisk omkring politisk korrekthed, men socialt liberal på mange områder", selvom han siger at sætningen der påduttes dem, er ment som værende mere en overfladisk indikation af overbevisning end et stærk partipolitisk stempel. Brian C. Anderson beskriver gruppen som værende "generelt karakteriseret ved at have en stærke liberale holdninger og afvisende overfor mere konservativ socialt politik", og påpeger at selvom serien laver "fedt sjov med konservative", er den "på frontlinjen i en konservativ modstand mod liberale medier".
Parker og Stone nedtoner seriens lighed med hvilken som helst politisk tilknytning og afviser at have en politisk agenda, når de laver et afsnit. De to påstår, at seriens højere ratio af hændelser der gør grin med liberale ortodoksi simpelthen stammer fra deres præferencer med at lave mere sjov med liberale mere end med konservative. Selvom Stone er blevet citeret for at sige "Jeg hader konservative, men jeg hader virkelige liberale", har Stone og Parker forklaret, at deres drift til at gøre grin med et givet mål, kommer først og fremmest fra målets insisteren på at fortælle andre, hvordan de skal opføre sig. Duoen forklarer at de opfatter liberale som havende både vrangforestillinger om retten til at forblive frie for satire, og en tilbøjelighed til at håndhæve politisk korrekthed, mens de er nedladende overfor befolkning i Middle America. Parker har udtalt, at han har det dårligt med ideen om dem selv eller South Park bliver påsat hvilken som helst politisk overbevisning, og begge afvise "South Park Republikaner" og "South Park konservativ" som værende en seriøs idé, og de føler at begge prædikater insinuere, at man kun har enten strikse konservative eller libertariske synspunkter. Den canadiske klummeskriver Jiame J. Weinman har observeret at de fleste die-hard konservative, der havde identificeret sig selv som værende "South Park republikanere" begyndte at vende sig mod betegnelsen da serien gjorde grin med republikanere i sæson ni-afsnittet "Best Friends Forever".

## Film
I 1999, mindre end to år efter serien første gang blev sendt, blev en spillefilm udsendt. Filmen, en musical-komedie, blev instrueret af Parker, der skrev manuskriptet med Stone og Pam Brady. Filmen blev generelt godt modtaget af kritikerne, og indtjente samlet US$ 83,1 millioner både hjemme i USA og i udlandet. Filmen satirisere kontroverserne omkring serien og fik en plads i 2001-udgave af Guinness World Records for "Flest bandeord i en animeret film". Sangen "Blame Canada" fra filmens soundtrack gav sangskriverne Parker og Marc Shaiman en Academy Award-nominering for "Best Music, Original Song".

## Medier og merchandise

### Kortfilm
Som en hyldest til Dead Parrot-sketchen, blev der lavet en kortfilm med Cartman, der prøver at returnere en død Kenny til en butik, der ejes af Kyle. Denne blev sendt under et tv-speciale på BBC i 1999, der fejrede 30-året for Monty Python's Flying Circus. South Park parodierede Scientology i en kortfilm der blev sendt som en del af MTV Movie Awards 2000. Kortfilmen hed The Gauntlet og gjorde også grin med John Travolta, en scientolog. De fire hovedpersoner var med i dokumentarfilmen The Aristocrats, hvor de hører på Cartman, der fortæller hans version af filmens navngivende joke. Korte klip af Cartman der introducerede de startende til Colorado Universitets football-hold under ABC's dækning af 2007-kampen mellem Colorado Universitet og Nebraska Universitet. I 2008 gav Parker, i rollen som Cartman, svar til en Proust Questionnaire udført af Julie Rovner fra NPR. Rushs "The Snakes & Arrows Tour" i 2007 brugte en intro fra Cartman, Stan, Kyle og Kenny før sangen "Tom Sawyer"

### Musik
Chef Aid: The South Park Album, en samling af originale sange fra serien, figurer der laver coversange og sange fra gæsteartister blev udgivet i 1998, mens Mr. Hankey's Christmas Classics, en samling af sange fremført af figurerne i afsnittet af samme navn, såvel som andre julesange blev udgivet i 1999,, ligesom også soundtracket til spillefilmen blev det. Sangen "Chocolate Salty Balls" (fremført af Hayes som Chef) blev udgivet som single i Storbritannien i 1998, for at hjælpe "Chef Aid: The South Park Album" og blev et nummer-hit.

### Videospil
Oven på den succes serien oplevede i starten blev der udgivet tre computerspil baseret på serien af Acclaim Entertainment. Et first person shooter med den titlen South Park blev udgivet i 1998. Dette blev efterfulgt af South Park: Chef's Luv Shack i 1999, et party-spil med quizzer og mini-spil til Dreamcast, Playstation, Nintendo 64 og PC. I 2000 blev South Park Rally, et bilspil, udgivet til Dreamcast, PlayStation, Nintendo 64 og PC. Parker og Stone har meget lidt at gøre med udviklingen af disse spil, udover at lægge stemmer til, og de har offentligt kritiseret Acclaim for kvaliteten af disse spil. Flere år efter disse spil blev det besluttet at lave en mindre gruppe kaldet South Park Digital Studios, der blandt andet, ville arbejde på at lave nye South Park-spil, der ville involvere studiet og seriens skabere mere. Den første udgivelse herfra var South Park Let's Go Tower Defense Play!, et tower defense-spil udviklet af Doublesix, der blev udgivet i 2009 til Xbox Live Arcade på Xboc 360-konsollen. Endnu et Xbox Live Arcade-spil, South Park: Tenorman's Revenge er et platformspil, blev udgivet i foråret 2012. South Park: The Stick of Truth er et computerrollespil, der er skrevet af Parker og Stone og blev udgivet i marts 2014 til både Xbox 360, PlayStation 3 og Microsoft Windows.

### Merchandising
Merchandising relateret stil serien er en industri der generere flere millioner dollars hvert år.
Et South Park pinball-maskine blev udgivet i 1999 af Sega Pinball. Firmaerne Fun 4 All, Mezco Toyz og Mirage har alle produceret forskellige South Park action figurer, samleobjekter og plysdukker. I 1998, var den bedst sælgende T-shirt i hele USA baseret på South Park og $30 millioner i t-shirt-salg blev nået allerede i seriens første sæson.
Comedy Central indgik en aftale med Frito-Lay det gik ud på at sælge 1,5 millioner poser med Cheesy Poofs, Cartman's yndlingssnack i serien, i Wal-Mart indtil premiere på anden halvdel af 15. sæson den 15. oktober 2011.

### Yderligere litteratur
- Anderson, Brian C. (2005). South Park Conservatives: The Revolt Against Liberal Media Bias. Regnery Publishing. ISBN 978-0895260192.
- Arp, Robert (red.); Broman, Per F.; Jacoby, Henry (2006). South Park and Philosophy: You Know, I Learned Something Today. Blackwell Publishing (The Blackwell Philosophy & Pop Culture Series). ISBN 978-1-4051-6160-2.
- Cogan, Brian, red. (2011). Deconstructing South Park: Critical Examinations of Animated Transgression. Lexington Books. ISBN 978-0739167458.
- Hanley, Richard, red. (2007). South Park and Philosophy: Bigger, Longer, and More Penetrating. Open Court. ISBN 978-0812696134.
- Johnson-Woods, Toni (2007). Blame Canada!: South Park And Popular Culture. Continuum. ISBN 978-0826417312.
- Mansour, David (2005). From Abba to Zoom: A Pop Culture Encyclopedia of the Late 20th Century. Kansas City, Missouri: Andrews McMeel Publishing, LLC. ISBN 0740751182. OCLC 57316726.
- Weinstock, Jeffrey Andrew (red.); Fallows, Randall (2008). Taking South Park Seriously. SUNY Press. ISBN 978-0791475669.